# Aplicaciones de la realidad virtual

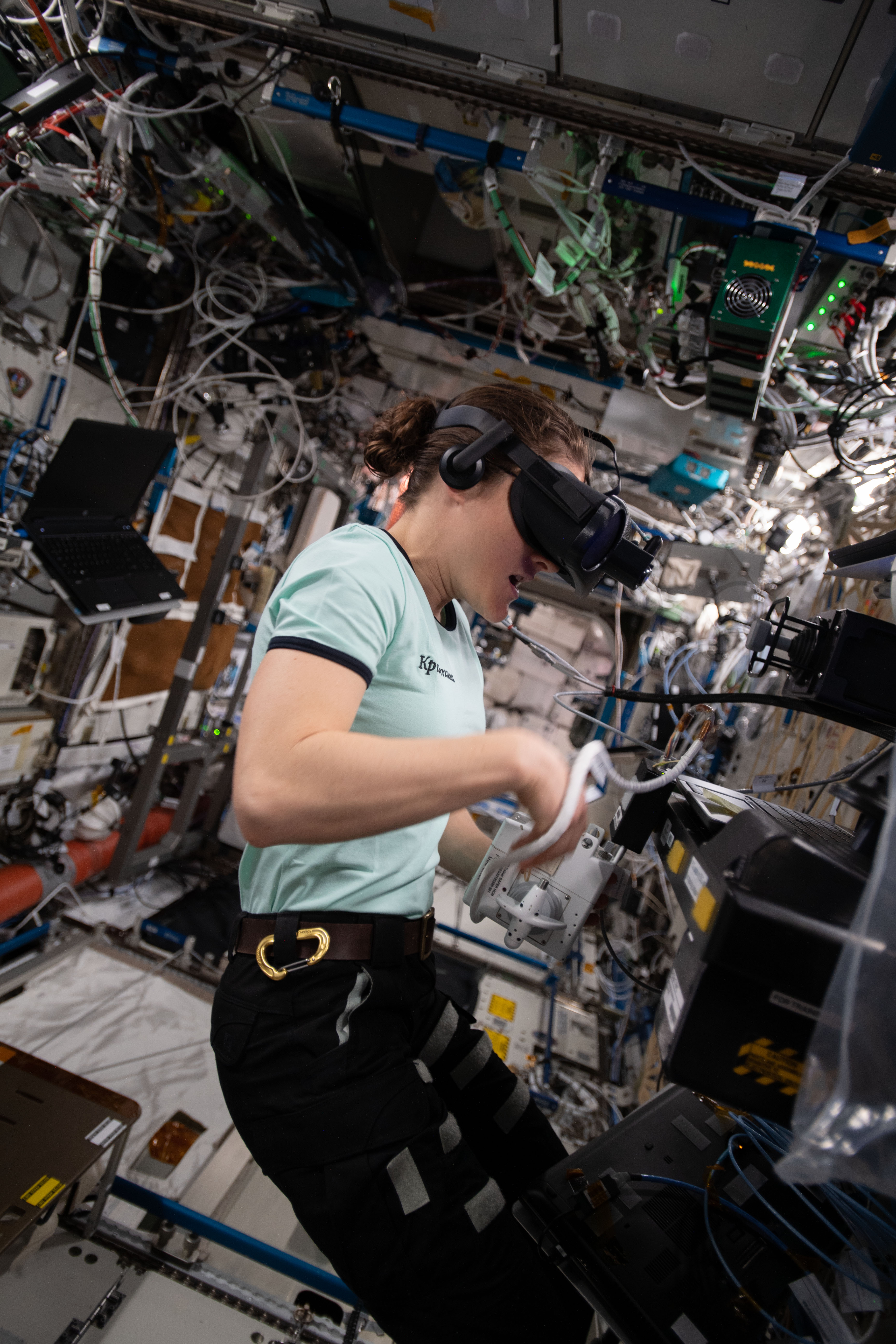
Astronauta de la NASA e Ingeniero de vuelo de la Expedición 59 Christina Koch realizada en el año 2019, lleva un dispositivo VR del estudio Vection para explorar el cómo la micro-gravedad afecta al movimiento de un astronauta, su orientación y percepción de distancia.

Las aplicaciones de la realidad virtual hacen referencia a diferentes formas de uso de la realidad virtual (VR).
La realidad virtual es una experiencia sensorial inmersiva que simula de forma digital un entorno remoto. Aplicaciones de este tipo han sido desarrolladas en una gran variedad de ámbitos, como educación, diseño arquitectónico y urbano, activismo, marketing digital, ingeniería, robótica, entretenimiento, bellas artes, cuidado de la salud y terapias clínicas, patrimonio, arqueología, seguridad ocupacional, psicología y ciencias sociales.

## Arquitectura y diseño urbano
Uno de los primeros usos registrados de la realidad virtual en arquitectura fue a fines de la década de 1980, cuando la Universidad de Carolina del Norte prácticamente modeló la Sitterman Hall, sede de su departamento de informática. Los diseñadores llevaron un dispositivo VR y utilizaron un joystick para simular el movimiento alrededor de un espacio virtual. Con un modelo Autodesk Revit ellos podían "recorrer" el entorno. 
La realidad virtual permite que los arquitectos entiendan los detalles de un proyecto, como la transición de materiales, las líneas de visión, la tensión en la pared, las cargas de viento, la ganancia de calor solar, u otros factores de ingeniería. Alrededor del 2010, habían sido desarrollados programas informáticos de realidad virtual para proyectos de regeneración urbana, planificación y transporte. Ciudades enteras fueron simuladas usando realidad virtual.

## Marketing digital
La realidad virtual presenta una oportunidad y un canal alternativo para el mercadeo digital. La compañía International Data Corporation quería invertir en realidad aumentada y virtual, previendo un índice de crecimiento anual compuesto de 198% en 2015–2020. Se esperaba que sus ingresos aumentaran a $143.3 billones en 2020. Se pronosticó que el gasto global en publicidad digital aumentaría a $335.5 billones en 2020. Un estudio en 2015 encontró que el 75% de compañías en la Lista de las Marcas más Valiosas del Mundo de Forbes había desarrollado una dispositivo de experiencia VR o AR. A pesar de que VR no está extendida entre los consumidores en comparación con otras formas de medios digitales, muchas compañías han invertido en VR. Algunas compañías invirtieron en realidad virtual para realzar la colaboración en las zonas de trabajo.
La realidad virtual puede presentar imágenes tridimensionales interactivas de alta definición. Sus beneficios para el marketing fueron observados por Suh y Lee a través de experimentos de laboratorio, que mostraron que con una interfaz VR, tanto el conocimiento del producto, como el interés por parte de los participantes en el mismo aumentaron notablemente. El marketing con VR puede involucrar emocionalmente a los consumidores. También, ambos estudios indican un mayor deseo de adquirir los productos comercializados a través de VR; sin embargo, estos beneficios mostraron un retorno de la inversión mínimo. Suh y Lee descubrieron que los productos que son experimentados principalmente a través de la audición y la visión (pero no otros) se benefician más del marketing de realidad virtual.
Por otro lado, cuando aparecen anuncios durante una experiencia de realidad virtual (marketing de interrupción) puede ser considerado invasivo. Los consumidores quieren decidir si aceptar un anuncio o no. Las organizaciones, por ejemplo, pueden requerir la descarga de una aplicación móvil antes de experimentar su campaña de realidad virtual.
Las organizaciones no lucrativas han utilizado la realidad virtual para acercar a los potenciales seguidores de manera inmersiva a cuestiones sociales, políticas y ambientales, cosa que no es posible con los medios tradicionales. Las vistas panorámicas del conflicto en Siria y los encuentros cara a cara con los CGI tigers en Nepal son algunos ejemplos. 
Los minoristas usan la realidad virtual para mostrar cómo un producto se adaptará en las casas de los consumidores, por ejemplo . Los consumidores que miran las fotos digitales de los productos virtualmente pueden girarlos para verlos de lado o detrás.
Empresas de diseño arquitectónico usan realidad virtual para mostrarle a sus clientes los modelos virtuales de propuestas de edificios. Los arquitectos pueden usar la realidad virtual para experimentar sus diseños en desarrollo. Los modelos virtuales pueden reemplazar modelos a escala. Los desarrolladores y los dueños pueden crear  modelos virtuales de estructuras existentes.

## Educación y formación
La realidad virtual es usada para que estudiantes desarrollen sus habilidades, sin las consecuencias del fracaso del mundo real, especialmente útil en reinos con vida o implicaciones de muerte. El dispositivo específico es utilizado para proporcionar una experiencia virtual, sea través de un teléfono celular o un ordenador de sobremesa, lo cual no parece para impactar en ningún beneficio educativo.

### Aplicaciones de vuelo y vehículos
Los simuladores de vuelo son una forma de entrenamiento virtual. Pueden variar de un módulo plenamente cerrado a ordenador controla proporcionar el punto de vista del piloto. Los simuladores de Conducción pueden entrenar a los conductores de tanque sobre lo básico, antes de dejarles operar el vehículo real. Los mismos principios son aplicados en la conducción de Camiones en la especialización de vehículos como camiones de bomberos. A menudo muchos conductores tienen una limitada oportunidad de experimentar en el mundo real, el entrenamiento virtual proporciona tiempo adicional de formación.

### Medicina
La tecnología virtual tiene muchas aplicaciones útiles en el campo médico. A través de la realidad virtual, cirujanos novatos tienen la capacidad de practicar cirugías complejas sin entrar el quirófano. Médicos quiénes experimentan las simulaciones de realidad virtual, mejoraron su destreza y rendimiento en el quirófano significativamente más que los grupos de control. La realidad virtual puede producir una representación tridimensional de la anatomía de un paciente particular, permitiendo a cirujanos planear la intervención quirúrgica antes de tiempo.

### Militar

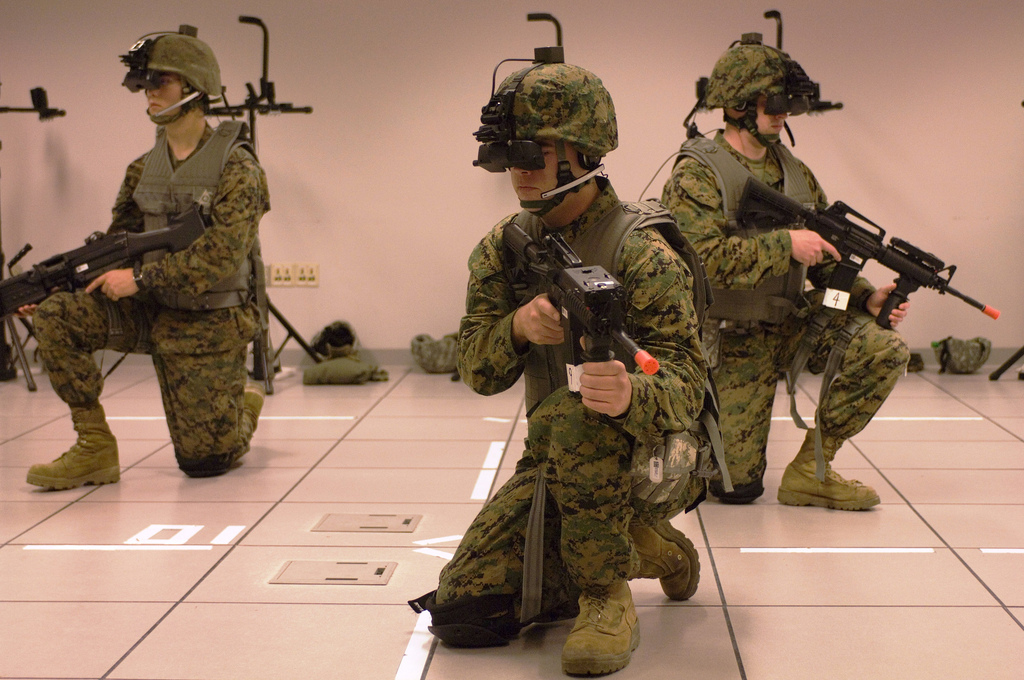
La marina de los estados unidos del 2.º batallón, 8.º regimiento caminando a través del escenario en un entorno de entrenamiento inmersivo futuro(FITE), en una demostración tecnológica de capacidad conjunta en el Campamento Lejeune en 2010

En 1982 Thomas A. Furness III, presenta a la Fuerza de Aire de los Estados Unidos, un modelo de trabajo de su simulador de vuelo virtual, el Simulador de sistemas aerotransportados visualmente acoplados (VCASS). La segunda fase de este proyecto que fue llamado la "Super Cabina", agregó alta resolución (por el tiempo) gráfica y pantalla sensible. El Reino Unido ha estado usando la realidad virtual en entrenamiento militar desde la década de 1980. El ejército de los Estados Unidos anuncio el sistema de entrenamiento para soldados desmontados en 2012. Fue citado como el primer sistema de entrenamiento de realidad virtual militar totalmente inmersivo.
Los entornos de entrenamiento virtual han tenido altas demandas por el incremento del realismo a su vez minimizando los costos, por ejemplo, por ahorrar municiones. En 2016, los investigadores del laboratorio de investigación del ejército de EE. UU. informó que la retroalimentación del instructor es necesaria para el entrenamiento virtual. El entrenamiento virtual ha sido utilizado para el adiestramiento combinado de armas y para instruir a los soldados cuando aprenden a disparar.
Programas militares como Sistemas de Conocimiento de Orden de Batalla (BCKS) y sensor de información avanzada de soldados y tecnología (ASIST) estaban destinados a ayudar en el desarrollo de tecnología virtual. Metas descritas de la iniciativa ASSIST debían desarrollar software y sensores portátiles para soldados mejorando la conciencia del campo de batalla y la recopilación de datos. Los investigadores declararon que estos programas permitirían al soldado actualizar su entorno virtual a medida que cambian las condiciones. Espacio de Batalla Virtual 3 (VBS3, sucesor de las versiones anteriores llamadas VBS1 y VBS2) es una solución de entrenamiento militar ampliamente utilizada adaptada de un producto comercial estándar. Vivo, virtual, constructivo y con arquitectura integrada (LVC-IA) es una tecnología militar de EE. UU. que permite que múltiples sistemas de entrenamiento trabajen juntos para crear un entorno de entrenamiento integrado. Los usos primarios informados de LVC-IA fueron entrenamiento en vivo, entrenamiento virtual y entrenamiento constructivo. En 2014, la LVC-IA versión 1.3 incluyó VBS3.

### Espacial
La NASA ha utilizado tecnología de realidad virtual durante décadas. El uso más notable de la realidad virtual inmersiva es para entrenar a los astronautas antes de los vuelos. Los simuladores de realidad virtual incluyen la exposición a entornos de trabajo de gravedad cero, entrenamiento para caminatas espaciales y el uso de herramientas, utilizando maquetas de herramientas de bajo costo.

## Ingeniería y robótica
A mediados y finales de la década de 1990, los diseños 3D asistidos por computadora (CAD) se hicieron cargo de los datos cuando los proyectores de video. El seguimiento 3D y la tecnología informática permitieron su uso en entornos de realidad virtual. Aparecieron gafas con obturador activo y unidades de proyección de superficie múltiple. La realidad virtual se ha utilizado en fabricaciones de equipos originales. Esta también ayuda en casos de uso como prototipos, ensamblaje, servicio y rendimiento. Esto permite a los ingenieros de diferentes disciplinas experimentar su diseño. Los ingenieros pueden ver el puente, el edificio u otra estructura desde cualquier ángulo. Asimismo, las simulaciones permiten a los ingenieros probar la resistencia de su estructura a los vientos, el peso y otros elementos.
.
La realidad virtual puede controlar robots en sistemas de telepresencia y telerrobóticos. La realidad virtual se ha utilizado en experimentos que investigan cómo se pueden aplicar los robots como una  interfaz de usuario humana intuitiva. Otro ejemplo son los robots controlados de forma remota en entornos peligrosos.

## Entretenimiento

### Videojuegos

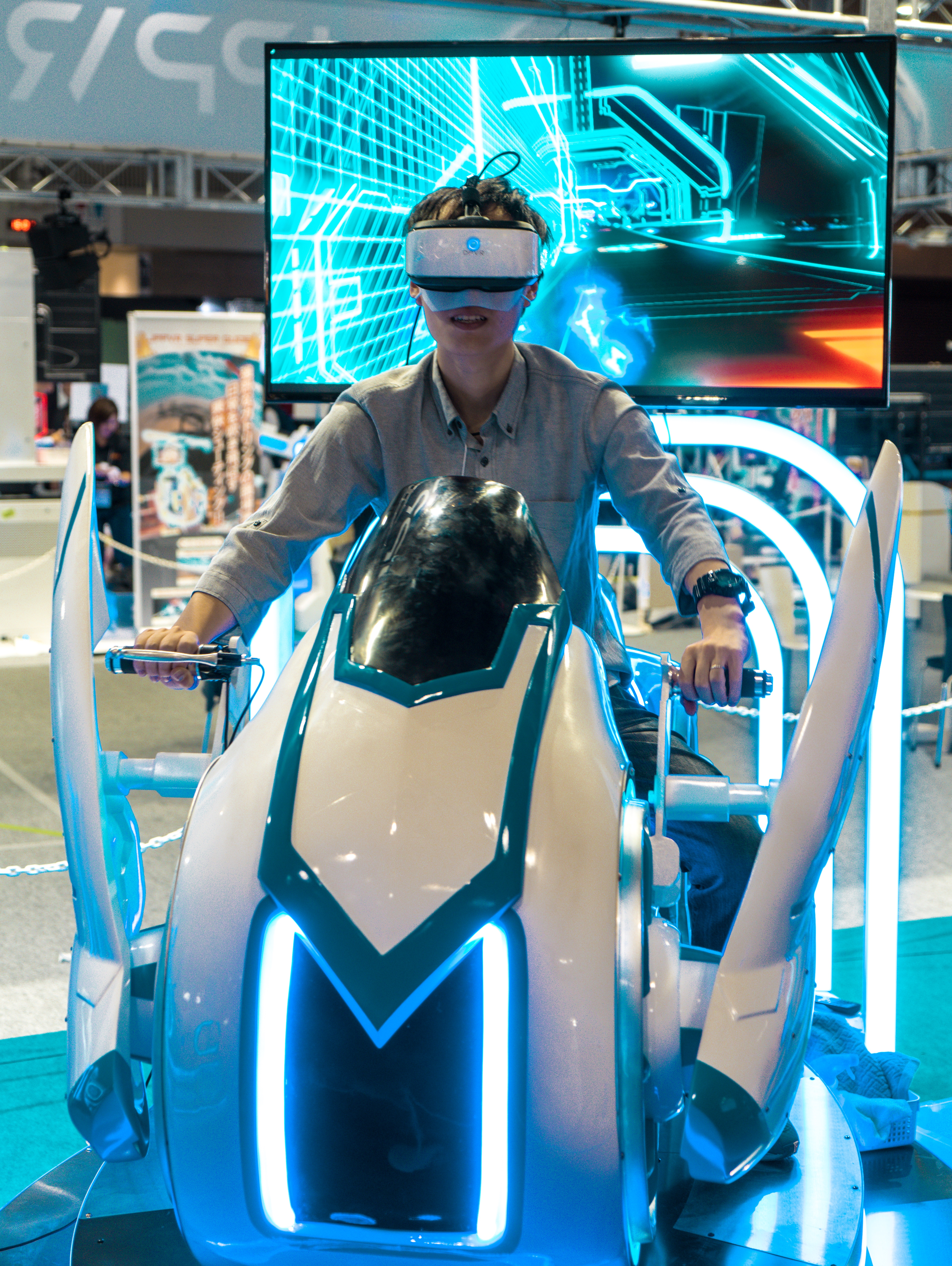
Un hombre juega un videojuego de realidad virtual en la Tokyo Game Show 2018.

Los primeros auriculares comerciales de realidad virtual se lanzaron para jugar a principios de mediados de la década de 1990. Estos incluyen el casco Virtual Boy, iGlasses, Cybermaxx y VFX1 Headgear. los auriculares comerciales para juegos de realidad virtual incluyen el Oculus Rift, HTC Vive y PlayStation VR. El Samsung Gear VR es un ejemplo de un dispositivo basado en teléfono.
Otros ejemplos modernos de VR para juegos incluyen Wii Remote, el Kinect, y el PlayStation Move/PlayStation Eye, los cuales rastrean y envían movimientos de los jugadores al juego. Muchos dispositivos complementan la realidad virtual con controles o retroalimentación háptica. Se han lanzado versiones específicas de realidad virtual y realidad virtual de videojuegos populares.

### Cine
Las películas producidas para VR permiten al público ver escenas en 360 grados. Esto puede implicar el uso de cámaras VR para producir películas y series interactivas. Los creadores de pornografía usan VR, generalmente para el porno POV.
El Partido del Campeonato Mundial de Ajedrez entre Magnus Carlsen y Sergey Karjakin fue promovido como "el primero en cualquier deporte en ser transmitido en una realidad virtual de 360 grados". Sin embargo, una transmisión de realidad virtual con Oklahoma como anfitrión del Estado de Ohio, lo precedió el 17 de septiembre de 2016. Las transmisiones por televisión (que usaban aproximadamente 180 grados de rotación, no el 360 requerido para la realidad virtual completa) se pusieron a disposición a través de aplicaciones de teléfonos inteligentes de pago y pantallas montadas en la cabeza.

### Música
La realidad virtual puede permitir que las personas asistan virtualmente a conciertos. Los conciertos de realidad virtual se pueden mejorar utilizando la información de los latidos del corazón y las ondas cerebrales del usuario. Adicionalmente, puede ser utilizada para otras formas de música, como vídeos de música y visualización de música o aplicaciones de música visual.

### Centros de entretenimiento familiar.
En 2015, las montañas rusas y los parques temáticos comenzaron a incorporar realidad virtual para combinar los efectos visuales con retroalimentación háptica. The Void es un parque temático en Pleasant Grove, Utah, que ofrece atracciones de realidad virtual que estimulan múltiples sentidos. En marzo de 2018, se lanzó un tobogán acuático virtual con auriculares impermeables.

## Cuidado de la salud
La realidad virtual comenzó a aparecer en rehabilitación en la década de 2000. Para la enfermedad de Parkinson, la evidencia de sus beneficios en comparación con otros métodos de rehabilitación es poca. Una revisión de 2018 sobre la efectividad de la terapia de espejo VR y la robótica no encontró ningún beneficio.
La terapia de exposición de realidad virtual (VRET) es una forma de terapia de exposición para tratar los Trastornos de ansiedad como trastorno de estrés postraumático (TEPT) y las fobias. Los estudios han indicado que al combinar VRET con terapia conductual, los pacientes experimentan una reducción de los síntomas. En algunos casos, los pacientes ya no cumplían con los criterios del DSM-V para TEPT.
La realidad virtual inmersiva se ha estudiado para el tratamiento del dolor agudo, según la teoría de que puede distraer a las personas y reducir su experiencia de dolor.
Algunas compañías e investigadores están adaptando la realidad virtual a la aptitud física mediante el uso de conceptos de gamificación para fomentar el ejercicio.

## Patrimonio y arqueología
La realidad virtual permite recrear sitios patrimoniales. Los sitios pueden tener acceso restringido o nulo para el público, como cuevas, estructuras dañadas / destruidas o entornos sensibles que están cerrados para permitirles recuperarse del uso excesivo.
El primer uso de la realidad virtual en una aplicación tradicional fue en 1994, cuando la interpretación de un visitante del museo proporcionó un "recorrido" interactivo de una reconstrucción en 3D del castillo de Dudley en Inglaterra, justo como era en 1550. Consistía en un sistema basado en un disco láser controlado por computadora diseñado por el ingeniero Colin Johnson. El sistema apareció en una conferencia celebrada por el Museo británico en noviembre de 1994.

## Seguridad ocupacional
La realidad virtual simula lugares de trabajo reales con fines de seguridad y salud ocupacional (OSH). Dentro de los escenarios de trabajo, por ejemplo, algunas partes de una máquina se mueven por sí mismas, mientras que otras pueden ser movidas por operadores humanos. La perspectiva, el ángulo de visión y las propiedades acústicas y táctiles cambian según la posición del operador y la forma en que se mueve en relación con el entorno. 
La realidad virtual se puede utilizar con fines de OSH para:
- Revisar y mejorar la usabilidad de los productos y procesos durante el diseño y el desarrollo.
- Probar de forma segura productos, procesos y conceptos de seguridad potencialmente peligrosos.[82][83]

## Ciencias sociales y psicología
La realidad virtual ofrece a los científicos sociales y psicólogos una herramienta rentable para estudiar y replicar interacciones en un entorno controlado. Permite que un individuo encarne un avatar. "Encarnar" a otro ser presenta una experiencia diferente a simplemente imaginar que eres otra persona. Los investigadores han utilizado la inmersión para investigar cómo los estímulos digitales pueden alterar la percepción humana, las emociones y los estados fisiológicos, y cómo pueden cambiar las interacciones sociales, además de estudiar cómo la interacción digital puede generar un cambio social en el mundo físico.

### Alterando percepción, emoción y estados fisiológicos
Los estudios han considerado cómo la forma que adoptamos en la realidad virtual puede afectar nuestra percepción y acciones. Un estudio sugirió que encarnar el cuerpo de un niño puede hacer que los objetos se perciban como mucho más grandes de lo que son. Otro estudio descubrió que las personas blancas que encarnaban la forma de un avatar de piel oscura realizaban una tarea de percusión con un estilo más variado que lo contrario.
La investigación que explora la percepción, las emociones y las respuestas fisiológicas dentro de la realidad virtual sugiere que los entornos virtuales pueden alterar la forma en que una persona responde a los estímulos. Por ejemplo, un parque virtual acoplado afecta los niveles de ansiedad de los sujetos. Del mismo modo, la conducción simulada a través de áreas oscuras en un túnel virtual puede inducir miedo. Se ha demostrado que la interacción social con personajes virtuales produce respuestas fisiológicas tales como cambios en la frecuencia cardíaca y respuestas galvánicas de la piel.
La investigación sugiere que una presencia fuerte puede facilitar una respuesta emocional, y esta respuesta emocional puede aumentar aún más la sensación de presencia. Del mismo modo, las interrupciones en la presencia (o una pérdida en el sentido de presencia) pueden causar cambios fisiológicos.

### Comprender los prejuicios y los estereotipos
Los investigadores han utilizado la toma de perspectiva de realidad virtual incorporada para evaluar si cambiar la auto representación de una persona puede ayudar a reducir el sesgo contra grupos sociales particulares. Sin embargo, la naturaleza de cualquier relación entre realización y sesgo aún no está definida. Las personas que encarnaban a las personas mayores demostraron una reducción significativa en los estereotipos negativos en comparación con las personas que encarnan a los jóvenes. . Del mismo modo, los individuos de piel clara colocados en avatares de cuerpo oscuro mostraron una reducción en su sesgo racial implícito. Sin embargo, otra investigación ha demostrado que las personas que toman la forma de un avatar negro tenían niveles más altos de prejuicio racial implícito que favorecía a los blancos después de abandonar el entorno virtual.

### Investigar habilidades mentales basales como la cognición espacial
Una de las habilidades más generales para desempeñarse en la vida cotidiana es la cognición espacial, que implica orientación, navegación, etc. Especialmente en el campo de su investigación, la realidad virtual se convirtió en una herramienta invaluable, ya que permite evaluar el rendimiento de los sujetos en un entorno que es altamente inmersivo y controlable al mismo tiempo.
Además, las visores más nuevos permiten también la implementación del  Seguimiento Ocular, que proporciona información valiosa en los procesos cognitivos, por ejemplo, en términos de atención.

## Los obstáculos
A partir de 1997, la cinetosis sigue siendo un problema importante para la realidad virtual. El retraso entre un movimiento y la actualización de la imagen de la pantalla es la fuente. Los usuarios a menudo informan molestias. Un estudio informó que los 12 participantes se quejaron de por lo menos dos efectos secundarios, mientras que tres tuvieron que retirarse por náuseas y mareos intensos.
Los usuarios de realidad virtual se eliminan del entorno físico. Esto crea un riesgo de que el usuario experimente un contratiempo mientras se mueve. La inmersión en un mundo virtual tiene el potencial de exclusión social que puede disminuir el estado de ánimo positivo y aumentar la ira. El comportamiento en la realidad virtual puede tener un impacto psicológico duradero cuando se regresa al mundo físico. La agencia de noticias rusa,  TASS, , informó en 2017, una muerte por uso de realidad virtual, cuando un hombre de 44 años "tropezó y se estrelló contra una mesa de vidrio, sufrió heridas y murió en el acto por una pérdida de sangre". Se cree que es la primera muerte por uso de realidad virtual.